# Братья Бондаревы
Игорь Евгеньевич и Валерий Евгеньевич Бондаревы — братья-близнецы, офицеры инженерных войск Вооружённых Сил СССР, участники войны в Афганистане.

## Биография
Братья Игорь Евгеньевич и Валерий Евгеньевич Бондаревы родились 25 мая 1964 года в городе Тобольске Тюменской области. В раннем возрасте вместе со своими родителями переехали в город Тюмень. Учились в Тюменской средней школе № 34, окончив её в 1981 году. 5 августа 1981 года оба брата были зачислены в Тюменское высшее военное инженерное командное училище. По его окончании в сентябре 1985 года оба по собственному желанию были направлены для дальнейшего прохождения службы в Демократическую Республику Афганистан. Игорь Евгеньевич и Валерий Евгеньевич были назначены командирами сапёрных взводов 154-го отдельного отряда специального назначения, дислоцировавшегося в районе города Джелалабада провинции Нангархар.
Валерий Евгеньевич Бондарев успел принять участие в 70 боевых выходах, выполняя ответственные специальные задания командования по минированию и разминированию. Неоднократно проявлял при исполнении своих служебных обязанностей мужество и героизм. Так, 4 сентября 1986 года при захвате контролируемого афганской оппозицией склада он со своими сапёрами обезвредил заминированные подступы к намеченной цели, обеспечив общий успех. 24 октября 1986 года взвод Бондарева успешно заминировал путь движения большого каравана с вооружением и боеприпасами, что позволило быстро и без потерь захватить его. 29 ноября 1986 года самолёт, на борту которого находился Валерий Евгеньевич, был сбит моджахедами, при падении погибли все находившиеся в нём 8 членов экипажа, 22 военнослужащих и гражданских специалиста. За боевые заслуги лейтенант Валерий Евгеньевич Бондарев был удостоен двух орденов Красной Звезды, вторым из которых он был награждён посмертно.
Игорь Евгеньевич Бондарев спустя два месяца после прибытия в Афганистан был переведён командиром отдельного взвода специальной разведки 56-й отдельной десантно-штурмовой бригады, дислоцировавшейся в районе города Гардеза провинции Пактия. Во главе сапёрного подразделения он участвовал в 154 боевых походах, сопровождая колонны транспорта, разминируя дороги, перехватывая караваны с вооружением, наркотиками, контрабандой. Также не раз проявлял мужество и героизм. Так, 3 июня 1986 года взвод Бондарева попал во вражескую засаду и был вынужден принять бой против превосходящих сил моджахедов. В упорном восьмичасовом бою сапёры, не понеся потерь, сорвали планы противника уничтожить их подразделение и смогли выполнить поставленную перед ними задачу. За время своего пребывания в Афганистане Игорь Евгеньевич обезвредил более 100 мин и фугасов.
По возвращении в СССР Игорь Евгеньевич Бондарев продолжал службу в Вооружённых Силах СССР, а затем России. В 1992 году в звании старшего лейтенанта он уволился в запас. Вернувшись в Тюмень, он на протяжении ряда лет работал сначала в ДОСААФ, а затем в органах Министерства внутренних дел Российской Федерации. Скончался 29 мая 2014 года. Был награждён медалью «За боевые заслуги» и рядом других советских и российских медалей, а также афганской медалью «Воину-интернационалисту от благодарного афганского народа».
Оба брата похоронены на Червишевском кладбище в городе Тюмени.

## Память
- Именем братьев Бондаревых названа улица в Тюмени[3].
- Мемориальная доска в память о Валерии Евгеньевиче Бондареве установлена на здании Тюменской средней школы № 34.
- В память о братьях регулярно проходят памятные мероприятия[4].